# Kunyu Wanguo Quantu

Reproduction d'un auteur inconnu de la Kunyu Wanguo Quantu en deux pages.

Kunyu Wanguo Quantu (langues chinoises : 坤輿萬國全圖 ; hanyu pinyin : Kūnyú Wànguó Quántú ; littéralement « Une carte de la myriade des pays du monde »), imprimée en 1602 par Matteo Ricci, est la première carte du monde de style européen connue en chinois. Elle a été dénommée « la tulipe noire impossible de la cartographie » en raison de sa rareté, de son importance et de son exotisme.
Cette carte a été essentielle dans les débuts de la sinologie et la connaissance du monde japonais où elle a été ultérieurement exportée.